# Eurya ceylanica
Eurya ceylanica là một loài thực vật có hoa trong họ Pentaphylacaceae. Loài này được Wight mô tả khoa học đầu tiên năm 1840.